# Setra S 411 HD
Setra S 411 HD — туристический автобус, выпускаемый немецкой компанией Setra с 2001 по 2013 год. Пришёл на смену автобусу Setra S 309 HD. 

## Описание
Автобус Setra S 411 HD европейцы считают лучшим предложением в классе (судя по надписи «Best in Class», которая присутствует и на других автобусах Setra 400-й серии). За первые 5 лет производства было продано 500 автобусов.

## Эксплуатация
Автобус Setra S 411 HD эксплуатируется, в основном, в Люксембурге.
| Предприятие      | Серия          | Количество |
| Германия         | Германия       | Германия   |
| ---------------- | -------------- | ---------- |
| MVG              |                | 2          |
| Люксембург       |                |            |
| Voyages Stephany | VS3045         | 1          |
| Voyages Vandivit | VV2022         | 1          |
| Нидерланды       |                |            |
| Besseling Travel | 38-39, 81 & 91 | 5          |